# Fragment d'antiga creu de terme del camí de Misericòrdia
El Fragment d'antiga creu de terme del camí de Misericòrdia és una obra del municipi de Reus (Baix Camp) inclosa en l'Inventari del Patrimoni Arquitectònic de Catalunya.

## Descripció
Es tracta d'un fragment de creu de pedra calcària que correspon a gairebé la totalitat del braç longitudinal, amb la figura de Crist crucificat, i part del braç transversal, conservat al Museu Salvador Vilaseca de Reus. Al revers hi ha la imatge de la Verge amb el Nen. L'estat de conservació de l'objecte no és molt bo, i totes les escultures estan mutilades. Actualment la creu es troba recolzada damunt d'una base de pedra en forma de cub. Segons la fitxa de l'inventari del Museu, aquesta creu procedeix del camí de Misericòrdia, que portava a l'ermita del mateix nom.